# 오종철
오종철(1972년 4월 19일 ~ )은 대한민국의 전 코미디언, 기업인이다.

## 학력
- 중앙대학교 토목공학과 졸업

## 경력
- 2017년 파리스타 대표

## 과거 진행 프로그램
- 2009년 ~ 2010년 CBS 김창옥 오종철의 강의쇼 만사형통
- 2006년 ~ 2007년 EBS 요리체험 만나맛나
- 2006년 MBN TV창업 아카데미